# Коюкамыс
Коюкамыс (каз. Қоюқамыс) — озеро в Жамбылском районе Северо-Казахстанской области Казахстана. Находится в 6 км к северо-западу от села Кара-Камыс.
По данным топографической съёмки 1944 года, площадь поверхности озера составляет 1,04 км². Наибольшая длина озера — 1,6 км, наибольшая ширина — 0,9 км. Длина береговой линии составляет 4,6 км, развитие береговой линии — 1,26. Озеро расположено на высоте 163 м над уровнем моря.